# Tricholoma equestre
Tricholoma equestre (L.) P. Kumm., Führer Pilzk.: 130 (1871).
Il Tricholoma equestre è stato considerato fino all'agosto del 2002 un fungo dal sapore squisito perché molto apprezzato e ricercato fin dall'antichità.

Le recenti notizie provenienti dalla Francia circa diversi avvelenamenti causati da questa specie, alcuni dei quali anche con esito mortale, inducono tuttavia a scoraggiare categoricamente il consumo della stessa.

## Descrizione della specie
Cappello 
Carnoso, campanulato poi spianato-ondulato, giallo olivastro, giallo-verdognolo o giallo-bruno, vischioso, coperto di squamette rossastre, separabili, diametro 8– 12 cm, con cuticola facilmente staccabile.

 Lamelle 
Fitte, libere, giallo solfino, acute verso il margine del cappello, orlo ondulato.
 Gambo 
Massiccio, tozzo, pieno, cilindrico, talvolta bulboso alla base, giallo o giallo citrino, alto 4–7 cm e largo 6–12 mm.
 Spore 
Bianche in massa, ellittiche; 6-8 x 4-5 µm.
 Carne 
Color giallo paglierino, citrina sotto la cuticola.
- Odore: farinoso appena percettibile (strofinare o sezionare il carpoforo).
- Sapore: gradevole di farina.

## Habitat
Cresce nei terreni sciolti, sabbiosi, sotto conifere e latifoglie, fruttifica in autunno.

## Commestibilità
Vivamente sconsigliato per una sua quasi certa velenosità da accumulo.
Hanno suscitato molto clamore negli ultimi tempi diversi avvelenamenti gravi, in Francia, dovuti ad un consumo eccessivo di T. equestre, che causerebbe una rabdomiolisi, con esito anche mortale. I funghi sotto accusa furono raccolti in una pineta lungo la costa a sud-ovest della Francia, nel periodo che va dall'autunno fino alla primavera inoltrata. Sembra che nessuno dei pazienti avesse mai avuto in precedenza lesioni muscolari o ischemia muscolare.
Non si è tuttavia ben compreso quale sia la sostanza responsabile di detto avvelenamento da accumulo, anche se si sospetta che possa trattarsi di un micelio (una muffa) che crescerebbe sui carpofori di questa specie ma solamente in alcune regioni della Francia.
Il sospetto che i casi di avvelenamento francesi siano ricollegabili ad una muffa (e quindi imputabili ad una micotossina), potrebbe essere avvalorato dal fatto che in Italia molte persone consumano regolarmente T. equestre e non sono mai stati documentati casi di avvelenamento (quasi a significare che nella penisola non sia presente il micelio parassita).
Un'altra corrente di pensiero sostiene che i gravi avvelenamenti siano da attribuire ad altra specie morfologicamente simile, ossia Tricholoma auratum, anche se non ci sono conferme a sostegno di questa ipotesi.

### Sperimentazione sulle cavie
Estratti di T. equestre furono somministrati alle cavie in proporzioni equivalenti a quelle dei pazienti. Si ottennero risultati sovrapponibili a quelli osservati nei pazienti e pertanto i ricercatori francesi conclusero che ciò dimostrava inequivocabilmente che la rabdomiolisi dei pazienti umani era stata causata dal consumo della specie in questione.

### Vietata la vendita in Italia
Il T. equestre non è più annoverato fra le specie fungine per le quali è consentita la vendita, in Italia;  tale provvedimento è stato adottato in via cautelativa, proprio in risposta ai preoccupanti casi verificatisi in Francia.

## Etimologia
Dal latino equester, equestris, equestre, equestre, dei cavalieri.

## Specie simili
- Cortinarius splendens (sospetto).
- Tricholoma auratum (fortemente sospetto), da cui si distingue perché possiede la carne sempre gialla invece che bianca con tonalità gialline.
- Tricholoma sulphureum (velenoso) che si riconosce facilmente per avere un odore repellente (come di "gas illuminante") e carne completamente gialla.

## Sinonimi e binomi obsoleti
- Agaricus auratus Paulet, Traité sur les Champignons Comestibles (Paris) 2: 137 (1793)
- Agaricus equestre L., Species Plantarum 2: 1173 (1753)
- Agaricus flavovirens Pers., Abbildungen und Beschreibungen der Schwämme 3: tab. 24 (1793)
- Tricholoma auratum (Paulet) Gillet, Hyménomycètes (Alençon): 92 (1874)
- Tricholoma flavovirens (Pers.) S. Lundell, in Lundell & Nannfeldt, Fungi Exsiccati Suecici 23-24: no. 1102 (1942)

## Nomi comuni
- Agarico equestre
- Fungo del cavaliere
- Monachella gialla